# Prix de dynamique des fluides

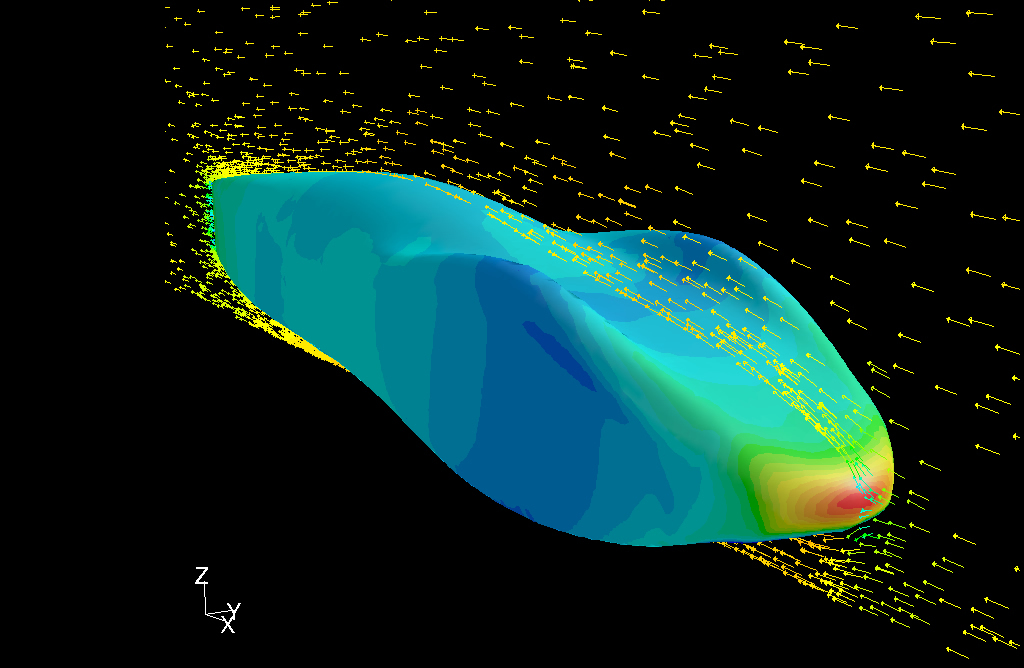

Le prix de dynamique des fluides (Fluid Dynamics Prize) est un prix décerné chaque année par la Société américaine de physique (APS, pour American Physical Society) depuis 1979. Le récipiendaire est choisi pour une « réalisation exceptionnelle dans la recherche sur la dynamique des fluides ». Le prix est actuellement évalué à 10 000 dollars. En 2004, le prix Otto Laporte (un autre prix de l'APS pour la dynamique des fluides) a été fusionné avec le prix de dynamique des fluides.

## Lauréats
Liste des lauréats du prix de dynamique des fluides :    
- 1979 : Chia-Chiao Lin
- 1980 : Hans Wolfgang Liepmann
- 1981 : Philip Klebanoff
- 1982 : Howard W. Emmons
- 1983 : Stanley Corrsin
- 1984 : George Carrier
- 1985 : Chia-Shun Yih
- 1986 : Robert T. Jones
- 1987 : Anatol Roshko
- 1988 : Galen B. Schubauer
- 1989 : William W. Willmarth
- 1990 : John L. Lumley
- 1991 : Andreas Acrivos
- 1992 : William R. Sears
- 1993 : Theodore Yao-tsu Wu
- 1994 : Stephen H. Davis
- 1995 : Harry L Swinney
- 1996 : Parviz Moin
- 1997 : Louis Norberg Howard
- 1998 : Fazle Hussain
- 1999 : Daniel D. Joseph
- 2000 : Friedrich Hermann Busse
- 2001 : Howard Brenner
- 2002 : Gary Leal
- 2003 : Jerry Gollub
- 2004 : George M. Homsy
- 2005 : Ronald J. Adrian
- 2006 : Thomas S. Lundgren
- 2007 : Guenter Ahlers
- 2008 : Julio M. Ottino
- 2009 : Stephen B. Pope
- 2010 : E. John Hinch
- 2011 : Tony Maxworthy
- 2012 : John F. Brady
- 2013 : Elaine Surick Oran
- 2014 : Geneviève Comte-Bellot
- 2015 : Morteza Gharib
- 2016 : Howard A. Stone
- 2017 : Detlef Lohse
- 2018 : Keith Moffatt
- 2019 : Alexander Smits
- 2020 : Katepalli Sreenivasan[2]
- 2021 : David Quéré
- 2022 : Elisabeth Charlaix
- 2023 : Élisabeth Guazzelli[3]
- 2024 : Javier Jiménez